# Ludwig Oppenheimer
Ludwig Johann svobodný pán von Oppenheimer (21. srpna 1843 Lipsko – 27. listopadu 1909 Vídeň) byl rakouský politik německé národnosti z Čech, v 2. polovině 19. století poslanec Říšské rady a Českého zemského sněmu.

## Biografie
Pocházel z bohaté židovské rodiny. Vystudoval gymnázium Nikolai v Lipsku a Friedrichswerde v Berlíně. Od roku 1860 po dva roky studoval na Lipské univerzitě práva. V roce 1866 zakoupil panství Malá Skála v Čechách. Roku 1868 byl povýšen na šlechtice. Na zámku často nepobýval a nezanechal v jeho stavební podobě výraznější stopy. Od roku 1867 působil jako okresní starosta v Jablonci. Roku 1880 byl povýšen na barona.
Zapojil se i do vysoké politiky. V zemských volbách v roce 1872 byl zvolen na Český zemský sněm za velkostatkářskou kurii, nesvěřenecké velkostatky. Mandát obhájil v zemských volbách v roce 1878.
Byl též poslancem Říšské rady (celostátního parlamentu, kam usedl v prvních přímých volbách roku 1873 za velkostatkářskou kurii v Čechách. Mandát obhájil i ve volbách roku 1879, volbách roku 1885 a volbách roku 1891. Zde zasedal do roku 1895, kdy byl dopisem z 22. ledna 1895 povolán do Panské sněmovny (horní, nevolená komora Říšské rady).
Na zemském sněmu zastupoval Stranu ústavověrného velkostatku, která byla provídeňsky a centralisticky orientována. Na Říšské radě se v říjnu 1879 uvádí jako člen staroněmeckého Klubu liberálů (Club der Liberalen). Od roku 1881 byl členem klubu Sjednocené levice, do kterého se spojilo několik ústavověrných (liberálně a centralisticky orientovaných politických proudů). Za tento klub uspěl i ve volbách roku 1885. Po rozpadu Sjednocené levice přešel do frakce Německorakouský klub. V roce 1890 se uvádí jako poslanec obnoveného klubu německých liberálů, nyní oficiálně nazývaného Sjednocená německá levice. I ve volbách roku 1891 byl na Říšskou radu zvolen za klub Sjednocené německé levice.
Zemřel po dlouhé nemoci v listopadu 1909.